# Baja tensión eléctrica

Diagrama de protección de muy baja tensión PELV.

En ingeniería eléctrica, el término baja tensión es relativo, su definición varía según el contexto. En la transmisión y distribución de energía eléctrica se utilizan diferentes definiciones, en comparación con el diseño electrónico. Los códigos de seguridad eléctrica definen circuitos de «baja tensión» que están exentos de la protección requerida a tensiones más altas. Estas definiciones varían según el país y los códigos o reglamentos específicos vigentes en dichos países.

## Definición IEC
| Rango de tensión       | Tensión eficaz CA (V) | Tensión CD (V) | Definición de riesgo |
| ---------------------- | --------------------- | -------------- | -------------------- |
| Alta tensión (AV)      | > 1000                | > 1500         | Arco eléctrico       |
| Baja tensión (LV)      | ≤ 1000                | ≤ 1500         | Choque eléctrico     |
| Muy baja tensión (ELV) | ≤ 50                  | ≤ 120          | Fuego eléctrico      |

1. 1 2 3 4 5 6  Puede depender del estándar aplicable utilizado.

La norma IEC 61140:2016 de la Comisión Electrotécnica Internacional (IEC) define baja tensión a aquel voltaje que va en un rango de 0 a 1000 V CA MC o 0 a 1500 V CC Otros estándares, como IEC 60038, definen sistema de suministro de baja tensión como una tensión que va en un rango de 50 a 1000 V CA o de 120 a 1500 V CC en Tensiones estándares IEC que define los voltajes del sistema de distribución de energía en todo el mundo.
En los sistemas de energía eléctrica, normalmente la baja tensión se refiere a las tensiones de la red que utilizan los consumidores domésticos, comerciales e industriales ligeros. En este contexto, "baja tensión" aún presenta un riesgo de descarga eléctrica, pero solo un riesgo menor de arcos eléctricos a través del aire.

## Reglamentaciones según país y continente

### Europa
Según la normalización eléctrica europea (CENELEC):
Valores normalizados de baja tensión de CA:
- 230, 400, 500, 690 voltios

Valores normalizados de baja tensión de CC:
- 220, 440 voltios

De estos valores normalizados se derivan las tensiones de fase {\displaystyle U{_{f}{_{1}}}} = 230 V ± 10% para la tensión alterna monofásica (entre conductor polar y neutro) mientras que para la tensión de línea {\displaystyle U_{l}={U_{f}{_{1}}}{\sqrt {3}}} = 400 V ± 10% para la tensión alterna entre dos conductores polares. Hay otros estándares eléctricos en el mundo.

#### Reino Unido
- La norma británica BS 7671, Requirements for Electrical Installations. IET Wiring Regulations, (Requisitos para instalaciones eléctricas. Regulaciones de cableado IET)[3] define sistema de suministro de baja tensión como:

superior a 50 V CA o 120 V CC sin ondulación, pero no superior a 1000 V CA o 1500 V CC entre conductores, o 600 V CA o 900 V CC entre conductores y tierra.
El requisito de corriente continua sin ondulación solo se aplica a 120 V CC, no a ningún voltaje CC superior. Por ejemplo, una corriente continua que supera los 1500 V CC durante las fluctuaciones de voltaje no se clasifica como de bajo voltaje.

#### España
Según el Reglamento Electrotécnico de Baja Tensión de España, se considera instalación de baja tensión eléctrica a aquella que distribuya o genere energía eléctrica para consumo propio y a las receptoras en los siguientes límites de tensiones nominales: 
- Corriente alterna: igual o inferior a 1000 voltios.
- Corriente continua: igual o inferior a 1500 voltios.[4][5]

### América

#### Estados Unidos
En la distribución de energía eléctrica, el National Electrical Code (Código Eléctrico Nacional) (NEC) de EE. UU., NFPA 70, artículo 725 (2005), define el sistema de distribución de baja tensión (LDSV) como en un rango de 0 hasta 49 V..
El artículo 6.4.1.1 de la norma 79 de la NFPA define la tensión extra baja protegida por distribución (PELV) como una tensión nominal de 30 Vrms o 60 V CC sin ondulación para ubicaciones secas, y 6 Vrms o 15 V CC en todos los demás casos.
La norma NFPA 70E, Artículo 130, Edición de 2021, omite los conductores eléctricos energizados y las partes del circuito que funcionan a menos de 50 V de sus requisitos de seguridad de trabajo que implica riesgos eléctricos cuando no se puede establecer una condición de trabajo eléctricamente segura.
El estándar UL 508A, artículo 43 (tabla 43.1) define 0 a 20 V pico / 5 A o 20,1 a 42,4 V pico / 100 VA como circuitos de energía limitada de bajo voltaje (LVLE).

#### Argentina
Según reglamentación, en su anexo VI en el capítulo 14 Instalaciones eléctricas, en su definición baja tensión, en el inciso 1.1.1, apartado b se define baja tensión como aquella comprendida en los siguientes niveles:
- Tensiones por encima de 50 V, y hasta 1000 V.[8]

#### Uruguay
Según el Reglamento de baja tensión de la UTE, en su capítulo XXVIII – Instalaciones De Microgeneración Conectadas A La Red De Baja Tensión De Ute, página 2 se define baja tensión como aquella que corresponde a los siguientes niveles: 
- Corresponde a tensiones máximas de hasta 1000 (mil) Voltios para corriente alterna y de hasta 1500 (mil quinientos) Voltios para corriente continua.[9]

## Lectura adicional
- Circuitos de baja tensión eléctrica (en inglés)